# Lu Tongjuan
Lu Tongjuan (10 de març de 1990) és una esportista xinesa que va competir en judo, guanyadora d'una medalla de bronze al Campionat Asiàtic de Judo de 2011 en la categoria de –57 kg.

## Palmarès internacional
| Campionat Asiàtic | Campionat Asiàtic               | Campionat Asiàtic | Campionat Asiàtic |
| Any               | Lloc                            | Medalla           | Categoria         |
| ----------------- | ------------------------------- | ----------------- | ----------------- |
| 2011              | Abu Dabi ( Emirats Àrabs Units) | 3                 | –57 kg            |